# 遠野ノオト
遠野 ノオト（とおの ノオト）は、日本の漫画家。

## 略歴
2005年、「THE LOVING DEAD」が第75回週刊少年マガジン新人漫画賞で佳作を受賞。審査員の久保ミツロウから「読み心地がすごく良かった」と評価をされた。同作が『マガジンSPECIAL』（講談社）2005年12号に掲載され、デビュー。講談社で活動後、2010年より主に『月刊ドラゴンエイジ』系列誌で執筆。

## 作品リスト

### 連載
- 大貧民!（『マガジンSPECIAL』（『週刊少年マガジン』増刊号）2007年4月6日号 - 同年10月5日号） - 単行本は未刊行
- RPG W(・∀・)RLD ―ろーぷれ・わーるど―（原作：吉村夜、『ドラゴンマガジン』別冊付録「ちょこドラ。」vo.1 - vol.3→『月刊ドラゴンエイジ』2011年3月号[2] - 2012年5月号、全3巻） - コミカライズ
- DOMINO（『EDEN』2013年12月20日 - 2015年2月20日、全2巻）
- 魔王になったので、ダンジョン造って人外娘とほのぼのする（原作：流優、『ドラドラドラゴンエイジ』→『ドラドラしゃーぷ#』→『ドラドラふらっと♭』、既刊11巻） - コミカライズ

### 読み切り
- THE LOVING DEAD（『『月刊ドラゴンエイジ』』2005年12号） - デビュー作
- 15の夜 DIFFUSE・散乱（監修：日本ダルク・近藤恒夫、取材・脚本：神先史土、『週刊少年マガジン』2006年17号 - 18号）
- オカけん!（『月刊ドラゴンエイジ』2010年9月号[3]）

### 挿絵
- ハリィにおまかせ!（著：木下繁、講談社、青い鳥文庫、全1巻）